# Antiguo Observatorio de Moscú
El Antiguo Observatorio de Moscú (en ruso: Краснопресненская обсерватория ГАИШ МГУ; Observatorio de Krasnoprésnenskaia del Instituto Astronómico Estatal Shtérnberg de la Universidad Estatal de Moscú) está situado desde 1831 en la colina Présnenski, una de las tres elevaciones de Moscú en la orilla izquierda del río Moscova. La investigación astronómica en sus instalaciones cesó en la década de 1990, alojando desde entonces el Museo de la Historia de la Astronomía de la Universidad de Moscú.

## Historia
Fundado por Dmitri Perevóschikov, su construcción duró exactamente un año, inaugurándose en 1831. El edificio del observatorio se amplió en 1854, según proyecto del arquitecto Alekséi Avdéev. La siguiente reestructuración se realizó en el año 1900. Desde 1920 pasó a formar parte del Instituto de Investigación Astronómico y Geodésico (AGNIA), recibiendo el nombre de Observatorio Shtérnberg como homenaje póstumo al astrónomo y dirigente del Ejército Rojo Pável Shtérnberg, fallecido en 1920. Durante los 11 años siguientes, se asignaron numerosas instituciones de investigación astronómica de la URSS al observatorio, dando lugar a la creación en 1931 del Instituto Astronómico Estatal Shtérnberg. En 1954 se inició el traslado del Instituto a las nuevas instalaciones de la Universidad Estatal de Moscú, situadas en la colina de los Gorriones, proceso culminado en 1956.
Desde el 15 de mayo de 1979, el antiguo observatorio fue declarado Monumento de Interés Público por sus valores arquitectónicos y urbanísticos. El edificio pasó a alojar el Museo de Historia de la Astronomía de la Universidad de Moscú. Las últimas observaciones científicas en el antiguo observatorio se llevaron a cabo en la década de 1990. Posteriormente pasó a denominarse "Laboratorio de Krasnoprésnenskaia" dentro de la organización del Instituto Astronómico Estatal Shtérnberg.

## Directores
- 1831-1851 — Dmitri Perevóschikov
- 1851-1855 — Aleksandr Drashusov
- 1856-1873 — Bogdán Shvéitser
- 1873-1890 — Fiódor Bredijin
- 1891-1916 — Vítold Tseraski
- 1916-1919 — Pável Shtérnberg
- 1920-1931 — Serguéi Blazhkó
- 1931-1936 — Anatoli Kancheev, el primer director de Instituto Astronómico Estatal Shtérnberg en el antiguo observatorio[3]
- 1936-1939 — Vasili Fesénkov
- 1939-1943 — Nikolái Moiséev
- 1943-1952 — Serguéi Vladímirovich Orlov
- 1952-1956 — Borís Kukarkin, último director del Instituto en el antiguo observatorio
- 1956-1976 — Dmitri Martynov
- 1976-1978 — Yevgueni Aksionov
- 1978-1986 — Aleksandr Bugaievskii
- 1987-1995 — Yevgueni Moskalenko[4]
- desde 1995 —  Edvard Kononovich

## Instrumental
- Selección de círculos meridianos (desde agosto de 1832)
- Cuerpo de 7 pies (agosto de 1832)
- Telescopio buscador de cometas (agosto de 1832)
- Círculo meridiano Repsold (D=148 mm, F=2000 mm, 1847); instalado en 1981 en el Observatorio Maidanak
- Telescopio refractor Merz de 10.5 pulgadas (octubre de 1859)
- Doble astrógrafo de 15 pulgadas (Fotográfico de lentes: D=381 mm, F=6400 mm; Visual de la lente: D=381 mm, F=6600 mm) (1900, Hermanos Henry — óptica, Hermanos Repsold — Montura ecuatorial; dado de baja en 1990)
- Telescopio refractor de 7 pulgadas (18,5 cm) (1896)
- Servicio horario habaldo vía radio (1 de septiembre de 1931)
- En el sótano se encuentra el soporte del punto gravimétrico de referencia de la URSS

## Grupos de investigación en el laboratorio
- Física solar
  - Actividad solar y su impacto en la atmósfera de la Tierra
  - Heliosismología
- Historia de la astronomía
  - Investigación, conservación y exhibición del patrimonio histórico del Instituto Shtérnberg

## Líneas de investigación
En la década de 1860:
- Gravimetría

En la década de 1930:
- Astrometría
- Astrofísica
- Mecánica celeste
- Cosmogonía
- Astronomía cometaria
- Gravimetría marina

En las décadas de 1930-1960:
- Estrellas variables

Desde la década de 1960:
- Estudio de la historia de la astronomía en la Universidad Estatal de Moscú

## Principales logros
- Estudio de anomalías gravitatorias en Moscú.
- En 1872 Fiódor Bredijin ejecutó los primeros análisis espectrales de la observación de los objetos celestes en Rusia.
- Desarrollo de la teoría de la mecánica cometaria y de las formas de los cometas formas por Fiódor Bredijin.
- Estudio de las nubes noctilucentes por Vítold Tseraski.
- Definición de la magnitud estelar del Sol y del límite inferior de la temperatura de su superficie (Vítold Tseraski).
- En el año 1895, se inició la sistemática de la fotografía del firmamento con miras a la apertura y el estudio de las estrellas variables (V. K. Tseraski, L. Tseráskaia, S. Blazhkó), base de la colección de placas fotográficas del cielo de Moscú.
- Estudió del problema de las fluctuaciones de los polos terrestres (Pável Shtérnberg).
- La participación en el programa de la Carte du Ciel con el uso del doble astrógrafo.
- La publicación regular de trabajos de investigación del Observatorio en los "Annales de l'Observatoire Astronomique de Moscou" en francés y en alemán (en 1922 se han cambiado el nombre en "Actas Аstronomo-geodésicas del Instituto de Investigaciones", y con publicación en 1931 de las "Obras del Instituto Astronómico Estatal Shtérnberg").

## Miembros destacados
- Aristarj Belopolski, también director del Observatorio de Púlkovo
- Gueorgui Duboshin
- Mitrofán Zvérev, director adjunto del Observatorio de Púlkovo, profesor, jefe del departamento de la Universidad de Leningrado
- Konstantín Kulikov
- Aleksandr Mijáilov, director del Observatorio de Púlkovo
- Vladímir Podobed
- Iósif Shklovski

## Dirección del observatorio
- Rusia, Moscú, calle Novovagankovsky, 5 (hasta 1991, calle Pavlik Morózov)

## Hechos interesantes
- El astrógrafo refractor de 15 pulgadas (38,1 cm) fue durante mucho tiempo el segundo telescopio más grande de Rusia, tras el telescopio de 76 cm del Observatorio de Púlkovo.
- Fiódor Bredijin fue director de los Observatorios de Moscú y de Púlkovo, los dos principales observatorios de Rusia a principios del siglo XX.
- En 1988, el Observatorio de Moscú ocupó el 5° lugar por el número de mediciones astrométricas de cometas por año.[5]